# ویکتوریا زدروک
ویکتوریا زدروک (اوکراینی: Вікторія Здрок؛ زاده ۳ مارس ۱۹۷۳) یک بازیگر فیلم پورنوگرافی اهل ایالات متحده آمریکا است.